# Esporte Clube Democrata
El Esporte Clube Democrata es un club de fútbol brasileño de la ciudad de Governador Valadares, interior del Estado de Minas Gerais. Fue fundado en 1932.

## Entrenadores
- Anthoni Santoro (?–febrero de 2011)[6]
- José Maria Pena (febrero de 2011–?)[7]
- Marcio Maximo (diciembre de 2011–febrero de 2012)[8][9]
- José Maria Pena (febrero de 2012–?)[9]
- Marcos Badday (diciembre de 2012–marzo de 2013)[10][11]
- José Maria Pena (marzo de 2013–?)[12]
- Eugênio Souza (?–marzo de 2017)[13]
- Márcio Pereira (marzo de 2017–?)[14]
- Gilmar Estevam (octubre de 2017–febrero de 2018)[15][16]
- Éder Bastos (febrero de 2018–?)[17]
- Paulo Cézar Catanoce (noviembre de 2019–presente)[3]

## Palmarés
- Taça Minas Gerais (1): 1981
- Campeonato Mineiro Módulo II (2): 2005 y 2016
- Taça Incofidência (1): 2022